# 三秀園
三秀園是一個位於臺灣雲林縣大埤鄉怡然村的私人庭園，創立於清光緒年間，由大埤後壁店貢生張建廷所闢建，為二戰後大埤鄉首任鄉長張禎祥故居。三秀園現存佔地約四公頃，為臺灣難得一見完整保留的日治時期前文人園林。

## 歷史

### 清領時期以前
據載，後壁店張家原籍廣東惠州府陸豐縣旱田鄉，家族遷臺並定居雲林大埤的確切年份尚待考證，但由族譜可知渡臺至少已超過了二百年。張家以務農為業，傳至十四世張明安時（清道光年間）已有充裕家境供子弟讀書，十五世張建廷於清光緒年間獲「例授貢生」功名，至此張家晉升為鄉紳階層。張建廷治產有道擁有上百甲的田產，於後壁店住宅西側創建私家花園，稱為「三秀園」。
1895年乙未戰爭爆發。10月8日近衛師團右前衛部隊於攻擊嘉義城的途中，遭遇大埤舊庄、後壁店居民反抗；日軍隨即展開掃蕩。據說當時，張建廷背負著八旬老母曾嬌娘逃命，最後卻不幸遭流彈擊中雙雙殞命。當日舊庄、後壁店居民死亡四十多人。張建廷死後，張家三秀園由其子張添盛繼承。

### 日治時期
張家十六世張添盛於1914年過世後，張家產業與三秀園由長子張禎祥繼承。張禎祥畢業於打猫公學校（嘉義縣民雄國小的前身）後，曾就讀公立台中中學校（臺中市台中一中的前身），但因父親過世而放棄繼續升學，回到大埤家鄉管理產業。張禎祥歷任保正、大埤庄協議會員、斗六郡米穀統制組合特別總代等職，並以庄協議會員身分爭取於三秀園旁成立大埤公學校舊庄分離教室（雲林縣舊庄國小的前身），擔負許多社會責任。張氏公餘則耽於古典詩詞，曾就教於鹿港施梅樵、新港林維朝等秀才，平時喜愛參加詩會與文人交往，亦時常邀詞友於自家三秀園唱酬吟詠，雲嘉地區許多詩人，如東石黃傳心、溪口張進國、嘉義賴雨若、林臥雲、蘇孝德、張李德和、斗六吳景箕、張立卿等人都曾為三秀園座上賓。張禎祥的詩作集結有《三秀園詩草》一冊。

### 戰後

張禎祥家族合影於三秀園清河堂前

二次世界大戰後，張禎祥受國民政府指派為大埤鄉首任官派鄉長。但張氏因不喜官場複雜生活，任職一個月後就辭職，僅擔任雲林縣文獻委員會之顧問。後來爆發的二二八事件，張禎祥有許多好友受到牽連，因而更加深其隱居三秀園的想法；張禎祥更於1947年冬天，將張家祖墳盡數遷葬於三秀園中。也因此使得三秀園中陽宅與陰宅墓園並存，格局相當特殊。
三七五減租等土地改革政策實行之後，張家產業大受打擊，三秀園的日常漸漸難以維持往日光景。張禎祥於1972年過世，由長子十八世張達聰繼承大多數家產及三秀園。張達聰留學於日本新潟大學，取得醫學博士學位並與日籍妻子結婚後，便留在日本執業生活；張達聰委託住在家鄉的姊、妹、家人代為管理家族園邸，四十年來僅能低度維護。。

### 重新整修
2014年，張達聰考慮年事已高於是決定將三秀園託付於後人，由外甥女林主瑤、外甥女婿蘇元良出資買下祖產並開始進行整修。2019年10月，由三秀園的後人主導成立「雲林縣三秀園雅集文化協會」以管理園區對外開放事務，不定期於園中舉辦音樂會及藝文活動。

## 格局
廣義的三秀園現存占地約四公頃，其中分為「宅邸」和「庭園」兩部分：宅邸部分，幾經遷移與重建，現存者為張家第三代的住屋，建造於1931年，為坐北朝南的「二落單伸手」形式的院落。宅邸建築群除三合院的正身、護龍以外，尚有老竹管厝、工寮、倉庫、雞舍等外掛式建築，於日治大正至昭和年間陸續建造。花園的部分，由張氏十五世祖張建廷先生於清光緒年間開闢，園區後歷經張添盛、張禎祥、張達聰數代園主的經營、增建，終達到目前的規模，園中現存格局多出自十七世張禎祥的擘畫。

### 宅邸

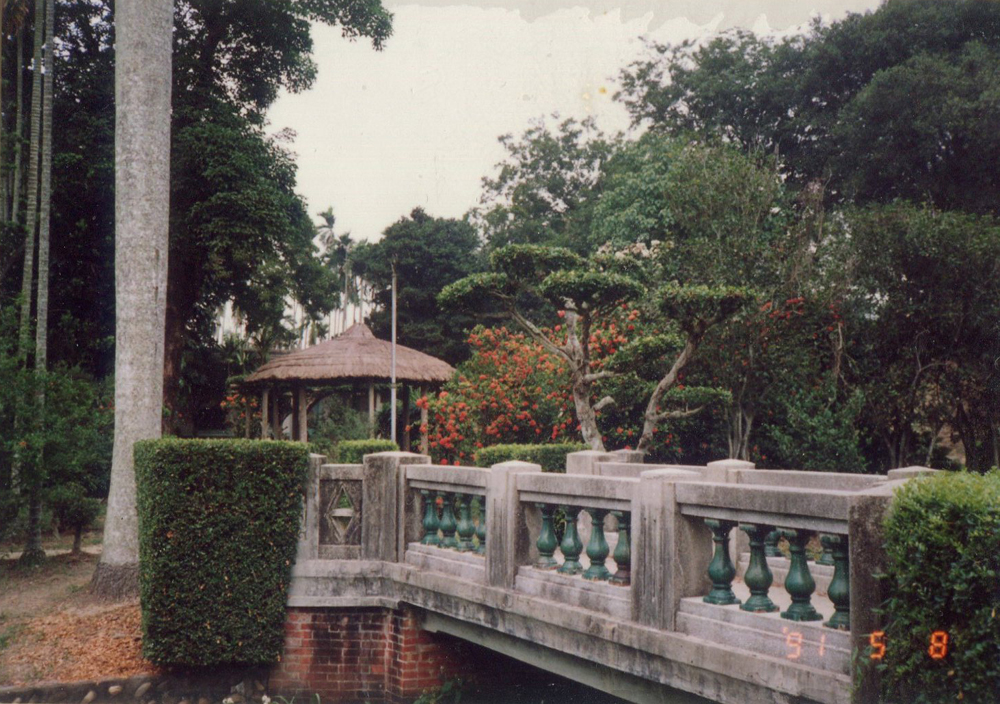
三秀園豁然橋的歷史影像

- 清河堂：建造於1931年，為張家日治時期以來的主要居所。建築坐北朝南，為「二落單伸手」形式的院落，院中植有百年茄冬樹、老榕樹。
- 草厝：原為當年修築宅邸時，臨時搭建的監工宿舍。新居落成之後，張禎祥決定仍將它保留了下來，充作後輩起居之用。
- 三餘居：原本的建築是做為倉庫使用。因年久失修，牆垣殘破、屋頂塌陷，2017年重新整修後改裝成為私人住宅、客廳使用。
- 枕流嶼：與陸地原有一竹橋連結，島上沒有建物，僅植花草，傳說還養有兔群。
- 避機山：由園中水池疏濬挖掘的泥土堆造的假山，在二戰時建造的防空洞現在仍有保存。

### 庭園（宅仔尾）

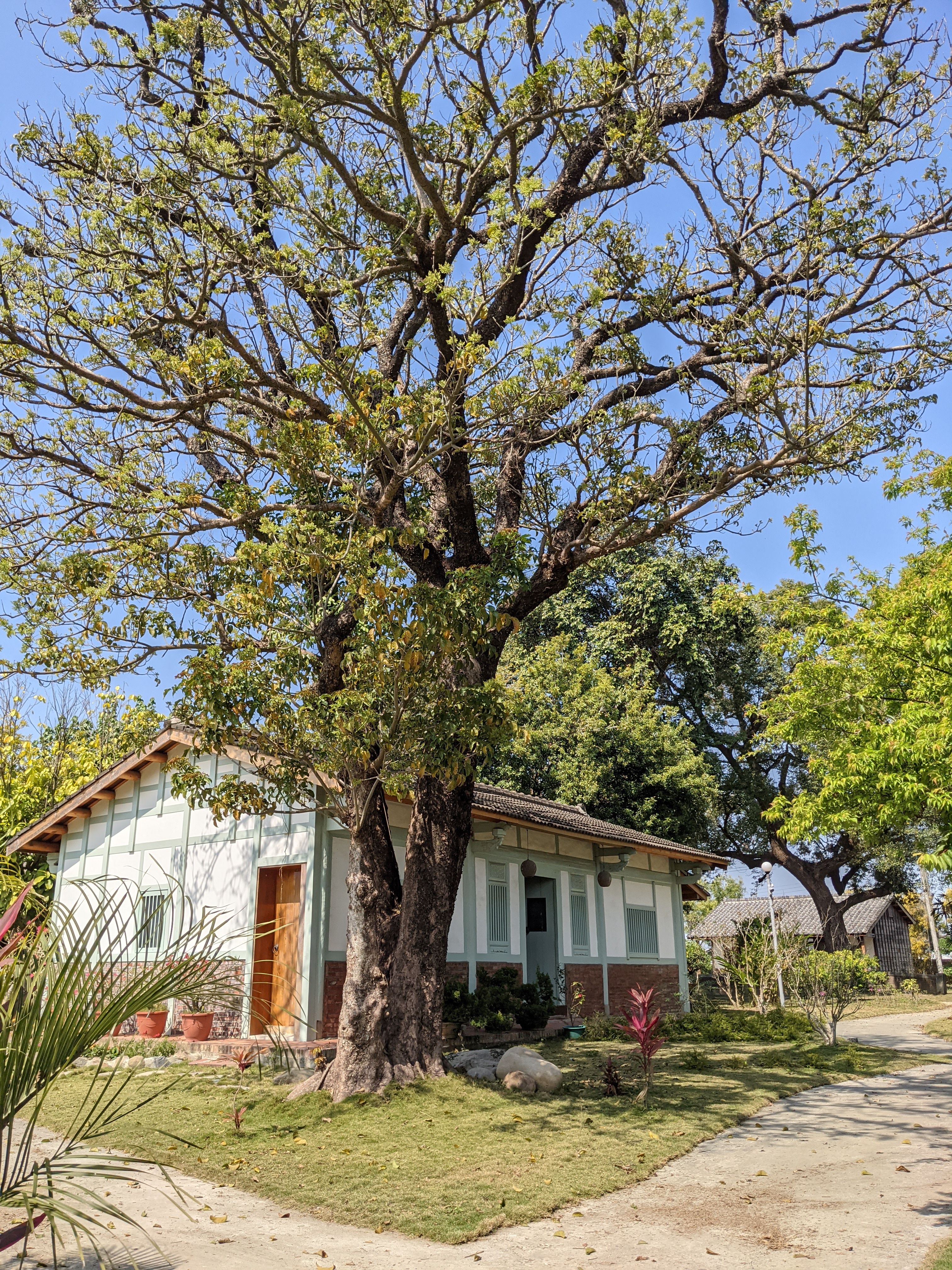
三秀園逸軒，遠處則為張家私塾

- 豁然橋：落成於1932年。由張家宅邸往西穿過了豁然橋，便正式進入三秀園。其建築形制與裝飾手法，流行於當時昭和初年間的豪宅園邸之中。
- 丁字池：水池從空中俯瞰作「丁」字的形狀，取名為「丁字池」，便是取其人丁興旺的意思。[14]
- 則名山：由當年挖掘丁字池時的泥土堆造而成的假山。「則名山」之命名，取劉禹錫的陋室銘「山不在高，有仙則名」之義。
- 逸軒：原是祖厝「三間仔」結構中的一棟建築。當年以拆解重組的方式，將整棟房子移至園中。張氏將此書齋取名「逸軒」表達其隱逸山林的志趣。[15]
- 教室：（又稱張家私塾）採取日式屋架樑結構建造的教室，為典型的日式建築。約建立於大正年間，百年來建築主體仍非常堅固。
- 狎鷺亭：三秀園水塘的生態豐富，有許多鳥類棲息。張氏於丁字池的西端填出一座小土丘，築涼亭於上以便觀賞白鷺，是為狎鷺亭。
- 問月池：張家花園西端的水池，隔著狎鷺亭與丁字池相對，是園區中水域最開闊的區域，臨岸能夠賞玩夕陽與月色之美景。
- 張家園塋：最早坐落此處的是1928年張禎祥兩位早夭幼女之墳，後來家族中長輩也歸葬於此，張氏更於1947年將幾代祖墳也都遷葬進入此墓園[16][17]

## 家族
- 十四世

張明安
- 十五世

張建廷：清朝例授貢生，三秀園創建者。
- 十六世

張添盛：諱際唐，張建廷之長養子。

張添發：諱步周，張建廷之次養子。
- 十七世

張禎祥：號祉亭、別號三秀園主，張添盛之長子。

謝祿：張禎祥之妹婿，曾任雲林縣舊庄國小校長。
- 十八世：

林新村：張禎祥之二女婿，曾任北港中學、光華女中等校校長。

唐玉恭：張禎祥之三女婿，曾任雲林縣大埤鄉鄉民代表會主席。

張達聰：張禎祥之長子，日本新潟大學醫學博士，新潟中和内科医院院長。